# Most na Dětský ostrov

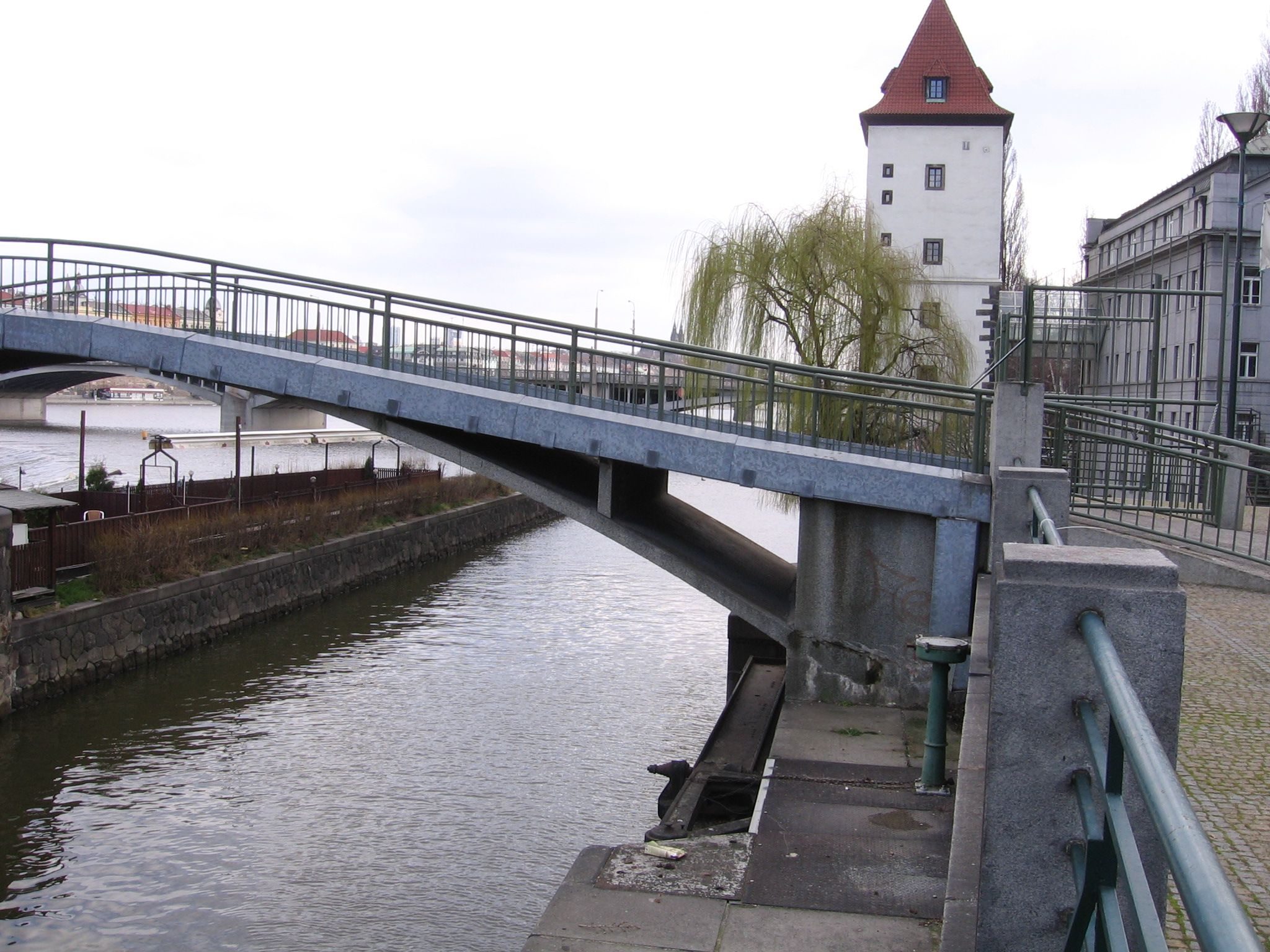
Most na Dětský ostrov

Současný most na Dětský ostrov byl postaven v Praze mezi lety 1933 a 1941 podle projektu Vlastislava Hofmana jako železobetonový oblouk se spolupůsobící mostovkou. Využívá opěry původně zbudované pro plánovaný most z Myslíkovy ulice (viz Jiráskův most).

## Předchůdci mostu
Patrně od úpravy nábřeží v roce 1874 vedla na Židovský ostrov dřevěná lávka v úrovni dnešní Vodní ulice. Na počátku 20. století byla nahrazena železným příhradovým poloparabolickým můstkem v úrovni Petřínské ulice. Při výstavbě smíchovské plavební komory v letech 1911–1922 nahradila můstek provizorní dřevěná lávka.